# Iglesia de San Kilian (Heilbronn)
La Iglesia de San Kilian en Heilbronn (Alemania) es una iglesia gótica, cuyos orígenes se remontan hasta el siglo XI. Su torre oeste, de Hans Schweiner, es considerada como la primera gran construcción renacentista al norte de los Alpes. El altar de Hans Seyfer de 1498, está considerado como obra maestra de la escultura del gótico tardío alemán.

## Historia
Ya en 741, época del Reino Franco, Heilbronn era corte real y está documentada la existencia de una iglesia de planta basilical dedicada a San Miguel. Hacia 1100 existía una iglesia  románica.
En 1280 ya se había construido una iglesia en estilo gótico temprano, de planta basilical con naves laterales bajas, un corto presbiterio, nave central, dos torres y coro. En el siglo XIII, la iglesia fue dedicada a San Kilian, que había predicado en Würzburg. Así lo atestigua una carta de indulgencia de 1297, que ya se refiere a la iglesia con esa advocación.
En 1400 se planifica el pórtico occidental tripartito, con dos torres no construidas en ese momento. Las hermosas vidrieras fueron colocadas en 1487 y se fabricaron probablemente en un taller de Speyer. En el coro se instala el altar de dos puertas hecho por Hans Seyfer, a partir del año 1498, en tiempos del predicador Johann Kröner.
El plan original de las dos torres occidentales se abandona porque ya no se correspondía al espíritu de la época. En 1508 se empieza la nueva y única torre occidental, de Hans Schweiner. Tiene casi 64 metros de altura y es considerado como el primer monumento renacentista de importancia al norte de los Alpes. Se caracteriza por una rica decoración reformista: Mono con ropas de monje, aves con cabezas de monjes y monjas, obispos con lenguas de animales, etc. La torre está remata da con la escultura del abanderado de la ciudad imperial, el hombre de piedra, conocido como el Männle o Männle Kilian. La mayor parte de la estructura del edificio visible fue construida en piedra arenisca típica de la región de Heilbronn. La cubierta interna de la bóveda se termina hacia 1580.
En los siguientes tres siglos, sólo hubo cambios menores. En octubre de 1805, época del Imperio Napoleónico la iglesia se usó como prisión de soldados austriacos y rusos y sufrió varios desperfectos. El edificio fue reformado en los años 1886-1894 en estilo neogótico por el arquitecto de la catedral de Ulm, profesor August von Beyer. De 1930 a 1938 fue de nuevo reformado.
Avanzada la Segunda Guerra Mundial, los bombardeos aéreos sobre Heilbronn de 1944 y el avance del frente aliado en 1945 casi destruyen por completo la Iglesia.
A partir de 1946 se procedió en sucesivas fases a su reconstrucción y restauración dirigida inicialmente por el Profesor Hannes Mayer. El objetivo ahora fue recuperar el aspecto que tenía la iglesia en el siglo XVI, y por tanto se prescindió de la reforma neogótica de fines del s. XIX. Entre otros cambios, las torres del coro se rematan con cubiertas de cobre en lugar de las flechas neogóticas.
La iglesia es reinaugurada en noviembre de 1965 pero los trabajos de restauración continuaron hasta 1974. Pero, obviamente, la conservación del arte religioso requiere de atención permanente como atestiguan las reformas de 1984, 1987, 1992, 2003 y 2005 que afectaron a la torre, la entrada principal, etc.
En la actual iglesia destacan la Torre Oeste, el coro, las cubiertas de las naves, el altar de Hans Seyfer (retablo), las vidrieras, los ventanales, el púlpito y el órgano.

## Galería

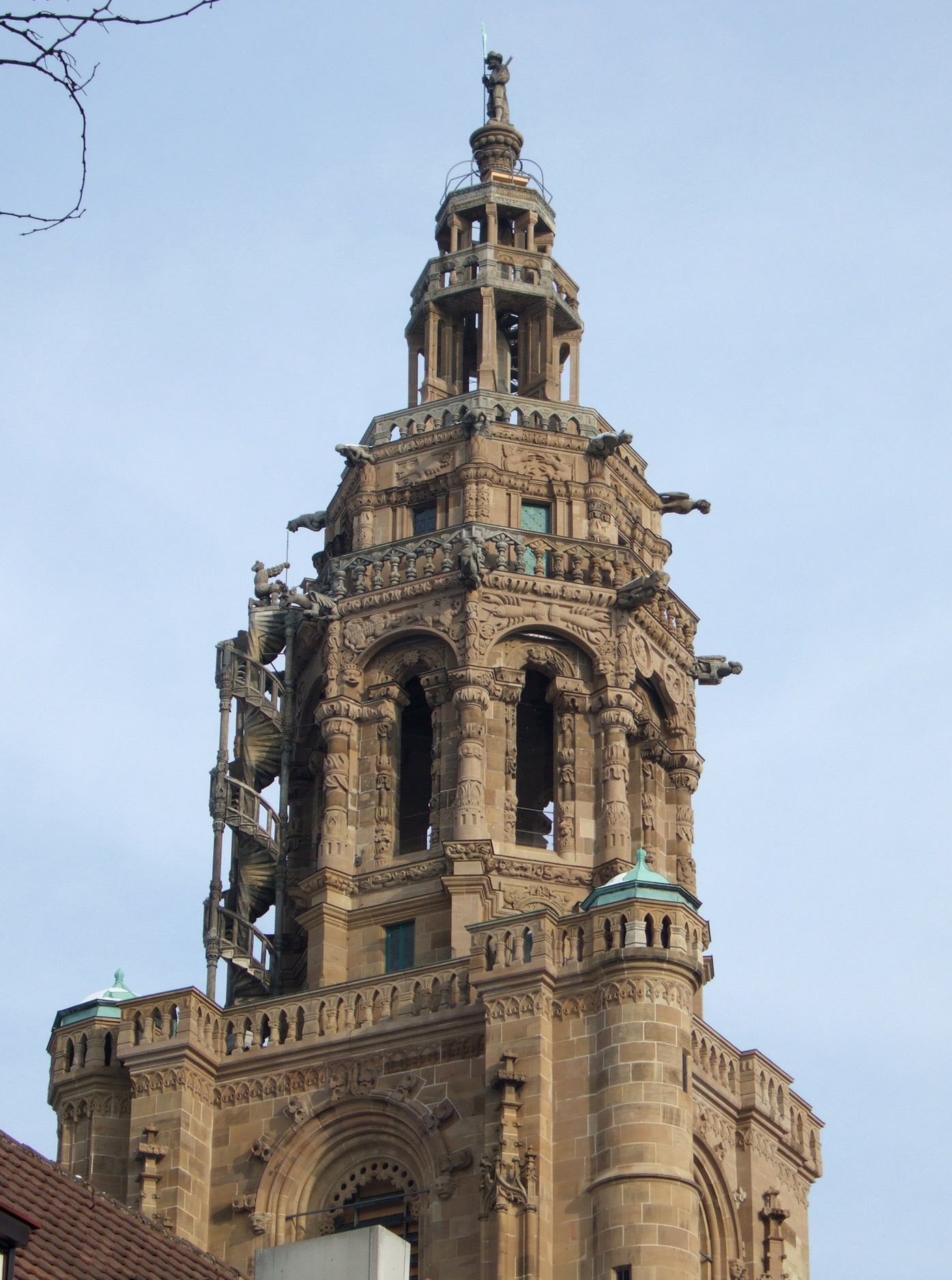
La torre renacentista
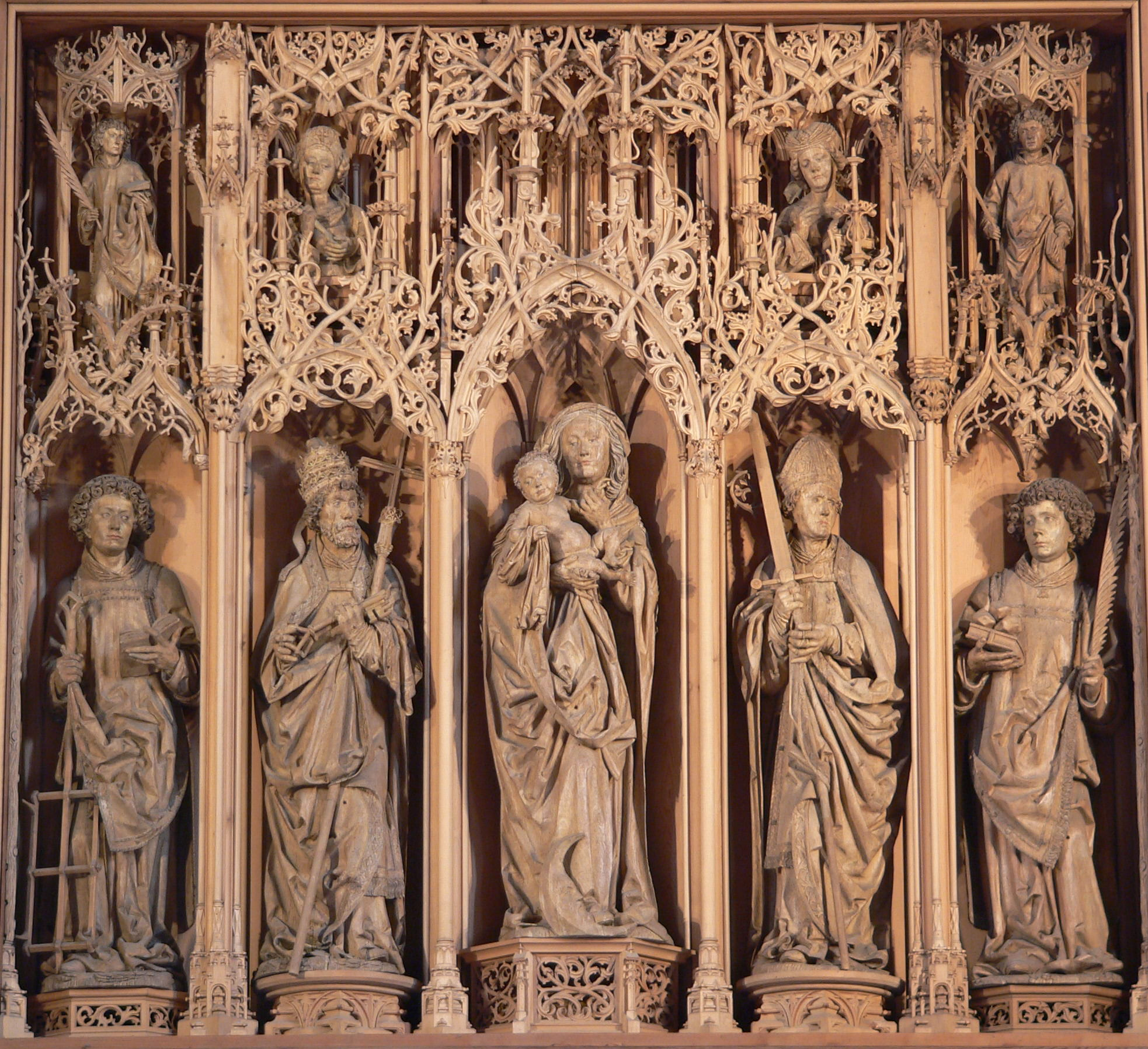
Esculturas del altar-retablo
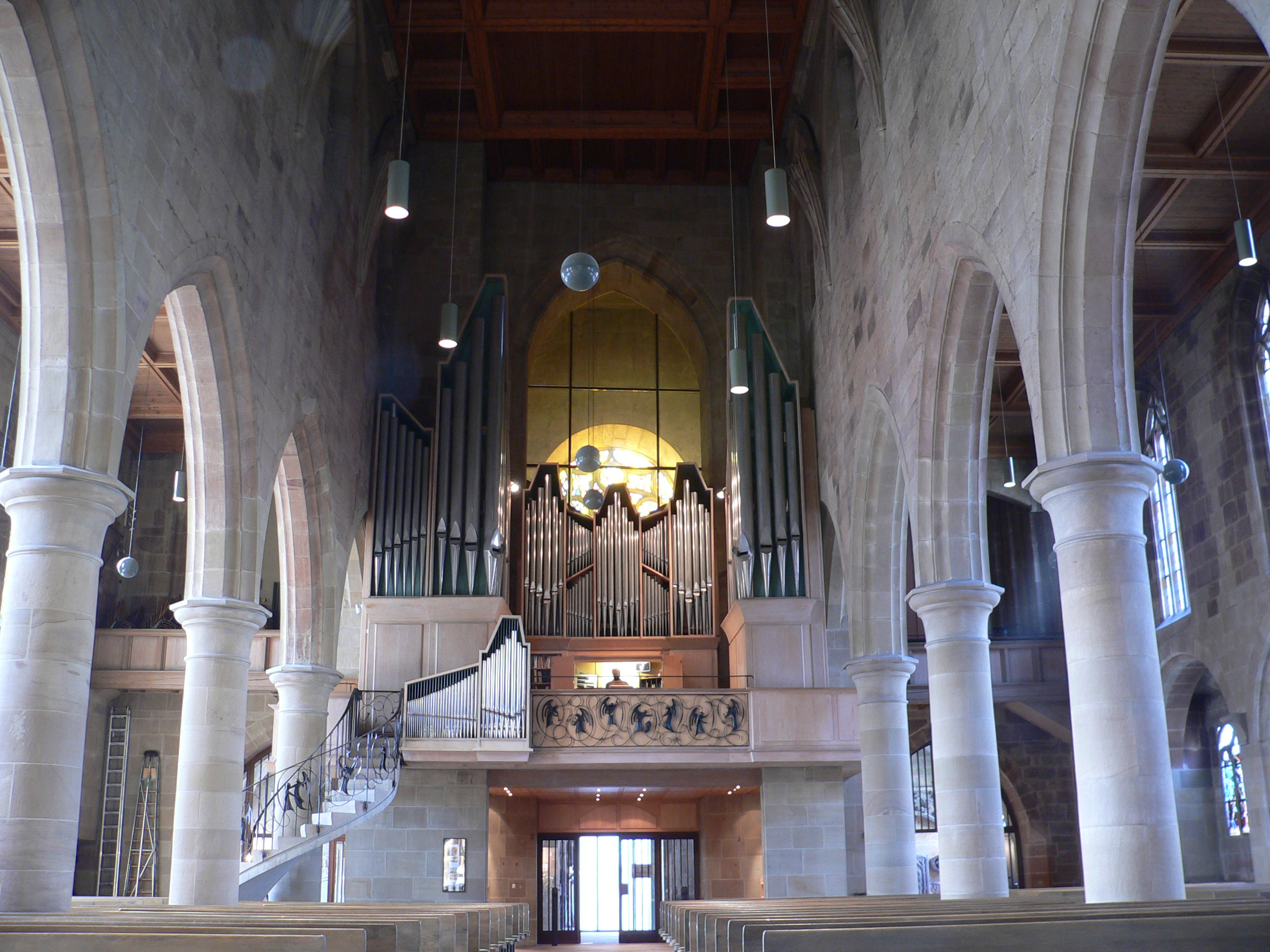
Nave central con el órgano al fondo